# Prêmio Hugo de Melhor Revista Profissional
O Prêmio Hugo é entregue anualmente pela World Science Fiction Society para a melhor realização em trabalhos de fantasia ou ficção científica do ano anterior. O prêmio é em homenagem a Hugo Gernsback, fundador da pioneira revista de ficção científica Amazing Stories, e já foi oficialmente conhecido como Science Fiction Achievement Award. Ele já foi descrito como "uma boa vitrine para ficção especulativa" e "o mais conhecido prêmio literário para trabalhos de ficção cientítica". O Prêmio Hugo de Melhor Revista Profissional era entregue anualmente para revistas relacionadas a fantasia ou ficção científica editadas profissionalmente, publicadas em inglês, e que publicou quatro ou mais números com pelo menos uma no ano anterior. Prêmios também são entregues para revistas não profissionais na categoria de Revista de Fãs, e para revistas semi-profissionais na categoria de Revista Semi-Profissional.
O prêmio foi entregue pela primeira vez em 1953, o primeiro ano do Prêmio Hugo, e, com exceção de 1954, foi entregue anualmente até 1972, quando foi aposentado em favor da recém criada categoria de Melhor Editor Profissional. Para o prêmio de 1957, a categoria foi dividida em revista americana e revista britânica, uma distinção que nunca mais foi repetida. Além dos Prêmios Hugo regulares, começando no Prêmio Hugo Retrospectivo de 1996, ou "Retro Hugo", está disponível um prêmio para ser entregue a trabalhos de 50, 75 ou 100 anos antes, quando o Hugo ainda não existia. Até hoje, o Retro Hugo foi entregue para os anos de 1946, 1951 e 1954, porém apenas para a categoria de Melhor Editor Profissional, não para a categoria de Melhor Revista Profissional que teria existido na época.
Os indicados e vencedores são escolhidos pelos membros atendentes ou apoiadores da anual World Science Fiction Convention (Worldcon) e a apresentação dos vencedores constitui o evento central. O processo de seleção é definido na World Science Fiction Society Constitution como uma votação preferencial com cinco indicados, exceto nos casos de empate. Esses cinco trabalhos na cédula de votação são os cinco mais votados pelos membros naquele ano, com nenhum limite para o número de trabalhos que podem ser candidatados. Os prêmios de 1953 até 1956 e 1958 não incluiam o reconhecimento das revistas indicadas, porém desde 1959 todos os cinco indicados foram registrados. Candidaturas iniciais são feitas entre janeiro e março, enquanto a votação na cédula dos cinco indicados ocorre de abril até julho, sujeito a mudança dependendo de quando a Worldcon do ano é realizada. Worldcons geralmente são realizadas no começo de setembro, e ocorrem em cidades diferentes ao redor do mundo todo ano.
Em seus 19 anos, doze revistas lideradas por quinze editores foram indicadas. Dessas, apenas cinco revistas lideradas por oito editores venceram. Astounding Science-Fiction/Analog Science Fact & Fiction e The Magazine of Fantasy & Science Fiction venceram oito vezes cada, de dezoito e quinze indicações, respectivamente. If venceu três vezes de cinco indicações, New Worlds venceu uma vez de seis indicações—apesar de sua vitória em 1957 ter sido na categoria "Revista Profissional Britânica"—e Galaxy Science Fiction venceu apenas uma vez de quinze indicações. Das revistas que nunca venceram, Amazing Stories foi indicada o maior número de vezes com oito, enquanto a única outra revista a ser indicada mais de duas vezes foi Science Fantasy com três. John W. Campbell, Jr. recebeu o maior número de indicações e prêmios, já que ele editou a Analog Science Fact & Fiction em todas as suas dezoito indicações e oito vitórias. Edward L. Ferman e Robert P. Mills venceram quatro vezes, ambos, enquanto Frederik Pohl venceu três. H. L. Gold tem o segundo maior número de indicações com doze, enquanto que Cele Goldsmith recebeu o maior número de indicações sem nenhuma vitória com dez por seu trabalho em duas revistas separadas; ela também foi a única mulher a ser indicada.

## Vencedores e indicados
Na tabela a seguir é informado o  ano em que o prêmio foi concedido - e não  o ano de  publicação do trabalho premiado. Nomes com o fundo azul e um asterisco (*) são os vencedores; aqueles com o fundo branco são os outros indicados. Para o prêmio de 1957, quando a categoria foi dividida em "Melhor Revista Profissional Americana" e "Melhor Revista Profissional Britânica", a coluna do ano está marcada com categoria em que o trabalho foi indicado. Notar que Astounding Science-Fiction e Analog Science Fact & Fiction são a mesma revista; nenhuma outra revista passou por uma mudança de nome no período em que o prêmio era entregue.
  *   Vencedores
| Ano              | Trabalho                                   | Editor(es)                        | Ref    |
| ---------------- | ------------------------------------------ | --------------------------------- | ------ |
| 1953             | Astounding Science-Fiction* (empate)       | John W. Campbell, Jr.             | [ 10 ] |
| 1953             | Galaxy Science Fiction* (empate)           | H. L. Gold                        | [ 10 ] |
| 1955             | Astounding Science-Fiction*                | John W. Campbell, Jr.             | [ 11 ] |
| 1956             | Astounding Science-Fiction*                | John W. Campbell, Jr.             | [ 12 ] |
| 1957 (Americana) | Astounding Science-Fiction*                | John W. Campbell, Jr.             | [ 13 ] |
| 1957 (Americana) | The Magazine of Fantasy & Science Fiction  | Edward L. Ferman                  | [ 13 ] |
| 1957 (Americana) | Galaxy Science Fiction                     | H. L. Gold                        | [ 13 ] |
| 1957 (Americana) | Infinity                                   | Larry T. Shaw                     | [ 13 ] |
| 1957 (Britânica) | New Worlds*                                | Michael Moorcock                  | [ 13 ] |
| 1957 (Britânica) | Nebula Science Fiction                     | Peter F. Hamilton                 | [ 13 ] |
| 1958             | The Magazine of Fantasy & Science Fiction* | Anthony Boucher e Robert P. Mills | [ 14 ] |
| 1959             | The Magazine of Fantasy & Science Fiction* | Anthony Boucher e Robert P. Mills | [ 15 ] |
| 1959             | Astounding Science-Fiction                 | John W. Campbell, Jr.             | [ 15 ] |
| 1959             | Galaxy Science Fiction                     | H. L. Gold                        | [ 15 ] |
| 1959             | Infinity                                   | Larry T. Shaw                     | [ 15 ] |
| 1959             | New Worlds                                 | Michael Moorcock                  | [ 15 ] |
| 1960             | The Magazine of Fantasy & Science Fiction* | Robert P. Mills                   | [ 16 ] |
| 1960             | Amazing Stories                            | Cele Goldsmith                    | [ 16 ] |
| 1960             | Astounding Science-Fiction                 | John W. Campbell, Jr.             | [ 16 ] |
| 1960             | Galaxy Science Fiction                     | H. L. Gold                        | [ 16 ] |
| 1960             | Fantastic Universe                         | Hans Stefan Santesson             | [ 16 ] |
| 1961             | Analog Science Fact & Fiction*             | John W. Campbell, Jr.             | [ 17 ] |
| 1961             | Amazing Stories                            | Cele Goldsmith                    | [ 17 ] |
| 1961             | The Magazine of Fantasy & Science Fiction  | Robert P. Mills                   | [ 17 ] |
| 1962             | Analog Science Fact & Fiction*             | John W. Campbell, Jr.             | [ 18 ] |
| 1962             | Amazing Stories                            | Cele Goldsmith                    | [ 18 ] |
| 1962             | The Magazine of Fantasy & Science Fiction  | Robert P. Mills e Avram Davidson  | [ 18 ] |
| 1962             | Galaxy Science Fiction                     | H. L. Gold                        | [ 18 ] |
| 1962             | Science Fantasy                            | John Carnell                      | [ 18 ] |
| 1963             | The Magazine of Fantasy & Science Fiction* | Robert P. Mills e Avram Davidson  | [ 19 ] |
| 1963             | Analog Science Fact & Fiction              | John W. Campbell, Jr.             | [ 19 ] |
| 1963             | Fantastic                                  | Cele Goldsmith                    | [ 19 ] |
| 1963             | Galaxy Science Fiction                     | H. L. Gold                        | [ 19 ] |
| 1963             | Science Fantasy                            | John Carnell                      | [ 19 ] |
| 1964             | Analog Science Fact & Fiction*             | John W. Campbell, Jr.             | [ 20 ] |
| 1964             | Amazing Stories                            | Cele Goldsmith                    | [ 20 ] |
| 1964             | The Magazine of Fantasy & Science Fiction  | Robert P. Mills e Avram Davidson  | [ 20 ] |
| 1964             | Galaxy Science Fiction                     | H. L. Gold                        | [ 20 ] |
| 1964             | Science Fantasy                            | John Carnell                      | [ 20 ] |
| 1965             | Analog Science Fact & Fiction*             | John W. Campbell, Jr.             | [ 21 ] |
| 1965             | The Magazine of Fantasy & Science Fiction  | Robert P. Mills e Avram Davidson  | [ 21 ] |
| 1965             | Galaxy Science Fiction                     | H. L. Gold                        | [ 21 ] |
| 1965             | If                                         | Frederik Pohl                     | [ 21 ] |
| 1966             | If*                                        | Frederik Pohl                     | [ 22 ] |
| 1966             | Amazing Stories                            | Cele Goldsmith                    | [ 22 ] |
| 1966             | Analog Science Fact & Fiction              | John W. Campbell, Jr.             | [ 22 ] |
| 1966             | The Magazine of Fantasy & Science Fiction  | Robert P. Mills e Avram Davidson  | [ 22 ] |
| 1966             | Galaxy Science Fiction                     | H. L. Gold                        | [ 22 ] |
| 1967             | If*                                        | Frederik Pohl                     | [ 23 ] |
| 1967             | Analog Science Fact & Fiction              | John W. Campbell, Jr.             | [ 23 ] |
| 1967             | Galaxy Science Fiction                     | H. L. Gold                        | [ 23 ] |
| 1967             | New Worlds                                 | Michael Moorcock                  | [ 23 ] |
| 1968             | If*                                        | Frederik Pohl                     | [ 24 ] |
| 1968             | Analog Science Fact & Fiction              | John W. Campbell, Jr.             | [ 24 ] |
| 1968             | The Magazine of Fantasy & Science Fiction  | Edward L. Ferman                  | [ 24 ] |
| 1968             | Galaxy Science Fiction                     | H. L. Gold                        | [ 24 ] |
| 1968             | New Worlds                                 | Michael Moorcock                  | [ 24 ] |
| 1969             | The Magazine of Fantasy & Science Fiction* | Edward L. Ferman                  | [ 25 ] |
| 1969             | Analog Science Fact & Fiction              | John W. Campbell, Jr.             | [ 25 ] |
| 1969             | Galaxy Science Fiction                     | H. L. Gold                        | [ 25 ] |
| 1969             | If                                         | Frederik Pohl                     | [ 25 ] |
| 1969             | New Worlds                                 | Michael Moorcock                  | [ 25 ] |
| 1970             | The Magazine of Fantasy & Science Fiction* | Edward L. Ferman                  | [ 26 ] |
| 1970             | Amazing Stories                            | Cele Goldsmith                    | [ 26 ] |
| 1970             | Analog Science Fact & Fiction              | John W. Campbell, Jr.             | [ 26 ] |
| 1970             | Galaxy Science Fiction                     | Ejler Jakobsson                   | [ 26 ] |
| 1970             | New Worlds                                 | Michael Moorcock                  | [ 26 ] |
| 1971             | The Magazine of Fantasy & Science Fiction* | Edward L. Ferman                  | [ 27 ] |
| 1971             | Amazing Stories                            | Cele Goldsmith                    | [ 27 ] |
| 1971             | Analog Science Fact & Fiction              | John W. Campbell, Jr.             | [ 27 ] |
| 1971             | Galaxy Science Fiction                     | Ejler Jakobsson                   | [ 27 ] |
| 1971             | Visions of Tomorrow                        | Ron Graham                        | [ 27 ] |
| 1972             | The Magazine of Fantasy & Science Fiction* | Edward L. Ferman                  | [ 28 ] |
| 1972             | Amazing Stories                            | Cele Goldsmith                    | [ 28 ] |
| 1972             | Analog Science Fact & Fiction              | John W. Campbell, Jr.             | [ 28 ] |
| 1972             | Fantastic                                  | Cele Goldsmith                    | [ 28 ] |
| 1972             | Galaxy Science Fiction                     | Ejler Jakobsson                   | [ 28 ] |